# Nephilidae
Nephilidae là một họ nhện. Họ này gồm có chi và loài.